# Grand Prix moto de Saint-Marin 2023
Le Grand Prix moto de Saint-Marin 2023 (officiellement Gran Premio Red Bull di San Marino e della Riviera di Rimini) est la douzième manche du championnat du monde de vitesse moto 2023.
Cette 25e édition du Grand Prix moto de Saint-Marin s’est déroulé du 8 septembre au 10 septembre sur le Misano World Circuit Marco Simoncelli à Misano.

## Qualifications

### MotoGP
| Meilleur temps de la session |

| Pos.                                          | Num | Pilote                | Constructeur | Temps          | Temps          | Position départ | Row |
| Pos.                                          | Num | Pilote                | Constructeur | Q1             | Q2             | Position départ | Row |
| --------------------------------------------- | --- | --------------------- | ------------ | -------------- | -------------- | --------------- | --- |
| 1                                             | 89  | Jorge Martín          | Ducati       | Qualifié en Q2 | 1 min 30 s 390 | 1               | 1   |
| 2                                             | 72  | Marco Bezzecchi       | Ducati       | Qualifié en Q2 | 1 min 30 s 787 | 2               | 1   |
| 3                                             | 1   | Francesco Bagnaia     | Ducati       | Qualifié en Q2 | 1 min 30 s 826 | 3               | 1   |
| 4                                             | 12  | Maverick Viñales      | Aprilia      | Qualifié en Q2 | 1 min 30 s 916 | 4               | 2   |
| 5                                             | 26  | Dani Pedrosa          | KTM          | Qualifié en Q2 | 1 min 31 s 023 | 5               | 2   |
| 6                                             | 41  | Aleix Espargaró       | Aprilia      | 1 min 31 s 429 | 1 min 31 s 082 | 6               | 2   |
| 7                                             | 33  | Brad Binder           | KTM          | Qualifié en Q2 | 1 min 31 s 103 | 7               | 3   |
| 8                                             | 10  | Luca Marini           | Ducati       | Qualifié en Q2 | 1 min 31 s 210 | 8               | 3   |
| 9                                             | 93  | Marc Márquez          | Honda        | Qualifié en Q2 | 1 min 31 s 223 | 9               | 3   |
| 10                                            | 88  | Miguel Oliveira       | Aprilia      | 1 min 31 s 272 | 1 min 31 s 277 | 10              | 4   |
| 11                                            | 73  | Álex Márquez          | Ducati       | Qualifié en Q2 | 1 min 31 s 278 | 11              | 4   |
| 12                                            | 25  | Raúl Fernández        | Aprilia      | Qualifié en Q2 | 1 min 31 s 341 | 12              | 4   |
| 13                                            | 20  | Fabio Quartararo      | Yamaha       | 1 min 31 s 467 | N/A            | 13              | 5   |
| 14                                            | 51  | Michele Pirro         | Ducati       | 1 min 31 s 533 | N/A            | 14              | 5   |
| 15                                            | 6   | Stefan Bradl          | Honda        | 1 min 31 s 560 | N/A            | 15              | 5   |
| 16                                            | 5   | Johann Zarco          | Ducati       | 1 min 31 s 667 | N/A            | 16              | 6   |
| 17                                            | 37  | Augusto Fernández     | KTM          | 1 min 31 s 678 | N/A            | 17              | 6   |
| 18                                            | 43  | Jack Miller           | KTM          | 1 min 31 s 713 | N/A            | 18              | 6   |
| 19                                            | 21  | Franco Morbidelli     | Yamaha       | 1 min 31 s 845 | N/A            | 19              | 7   |
| 20                                            | 30  | Takaaki Nakagami      | Honda        | 1 min 31 s 851 | N/A            | 20              | 7   |
| 21                                            | 49  | Fabio Di Giannantonio | Ducati       | 1 min 31 s 914 | N/A            | 21              | 7   |
| 22                                            | 36  | Joan Mir              | Honda        | 1 min 31 s 944 | N/A            | 22              | 8   |
| 23                                            | 44  | Pol Espargaró         | KTM          | 1 min 32 s 140 | N/A            | 23              | 8   |
| RESULTATS OFFICIELS DES QUALIFICATIONS MOTOGP |     |                       |              |                |                |                 |     |

## Classement MotoGP

### Course sprint
| Pos.             | No. | Pilote                | Equipe                       | Constructeur | Tours | Temps/Ecart     | Grille | Points |
| ---------------- | --- | --------------------- | ---------------------------- | ------------ | ----- | --------------- | ------ | ------ |
| 1                | 89  | Jorge Martín          | Prima Pramac Racing          | Ducati       | 13    | 19 min 58 s 785 | 1      | 12     |
| 2                | 72  | Marco Bezzecchi       | Mooney VR46 Racing Team      | Ducati       | 13    | +1 s 445        | 2      | 9      |
| 3                | 1   | Francesco Bagnaia     | Ducati Lenovo Team           | Ducati       | 13    | +4 s 582        | 3      | 7      |
| 4                | 26  | Dani Pedrosa          | Red Bull KTM Factory Racing  | KTM          | 13    | +4 s 772        | 5      | 6      |
| 5                | 33  | Brad Binder           | Red Bull KTM Factory Racing  | KTM          | 13    | +4 s 931        | 7      | 5      |
| 6                | 12  | Maverick Viñales      | Aprilia Racing               | Aprilia      | 13    | +6 s 062        | 4      | 4      |
| 7                | 10  | Luca Marini           | Mooney VR46 Racing Team      | Ducati       | 13    | +6 s 519        | 8      | 3      |
| 8                | 41  | Aleix Espargaró       | Aprilia Racing               | Aprilia      | 13    | +7 s 893        | 6      | 2      |
| 9                | 73  | Álex Márquez          | Gresini Racing MotoGP        | Ducati       | 13    | +9 s 264        | 11     | 1      |
| 10               | 93  | Marc Márquez          | Repsol Honda Team            | Honda        | 13    | +11 s 318       | 9      |        |
| 11               | 25  | Raúl Fernández        | CryptoData RNF MotoGP Team   | Aprilia      | 13    | +13 s 365       | 12     |        |
| 12               | 88  | Miguel Oliveira       | CryptoData RNF MotoGP Team   | Aprilia      | 13    | +13 s 788       | 10     |        |
| 13               | 20  | Fabio Quartararo      | Monster Energy Yamaha MotoGP | Yamaha       | 13    | +14 s 243       | 13     |        |
| 14               | 5   | Johann Zarco          | Prima Pramac Racing          | Ducati       | 13    | +14 s 154       | 16     |        |
| 15               | 43  | Jack Miller           | Red Bull KTM Factory Racing  | KTM          | 13    | +17 s 421       | 18     |        |
| 16               | 44  | Pol Espargaró         | GasGas Factory Racing Tech3  | KTM          | 13    | +17 s 451       | 23     |        |
| 17               | 49  | Fabio Di Giannantonio | Gresini Racing MotoGP        | Ducati       | 13    | +18 s 133       | 21     |        |
| 18               | 21  | Franco Morbidelli     | Monster Energy Yamaha MotoGP | Yamaha       | 13    | +19 s 749       | 19     |        |
| 19               | 37  | Augusto Fernández     | GasGas Factory Racing Tech3  | KTM          | 13    | +20 s 403       | 17     |        |
| 20               | 51  | Michele Pirro         | Aruba.it Racing              | Ducati       | 13    | +21 s 454       | 14     |        |
| 21               | 30  | Takaaki Nakagami      | LCR Honda Idemitsu           | Honda        | 13    | +21 s 962       | 20     |        |
| 22               | 6   | Stefan Bradl          | HRC Team                     | Honda        | 13    | +23 s 672       | 15     |        |
| 23               | 36  | Joan Mir              | Repsol Honda Team            | Honda        | 13    | +36 s 100       | 22     |        |
| -                | 7   | Takumi Takahashi      | LCR Honda Castrol            | Honda        |       | Non qualifié    |        |        |
| Rapport officiel |     |                       |                              |              |       |                 |        |        |

### Course principale
| Pos.                                                                          | No. | Pilote                | Equipe                       | Constructeur | Tours | Temps/Ecarts    | Grille | Points |
| ----------------------------------------------------------------------------- | --- | --------------------- | ---------------------------- | ------------ | ----- | --------------- | ------ | ------ |
| 1                                                                             | 89  | Jorge Martín          | Prima Pramac Racing          | Ducati       | 27    | 41 min 33 s 421 | 1      | 25     |
| 2                                                                             | 72  | Marco Bezzecchi       | Mooney VR46 Racing Team      | Ducati       | 27    | +1 s 350        | 2      | 20     |
| 3                                                                             | 1   | Francesco Bagnaia     | Ducati Lenovo Team           | Ducati       | 27    | +3 s 812        | 3      | 16     |
| 4                                                                             | 26  | Dani Pedrosa          | Red Bull KTM Factory Racing  | KTM          | 27    | +4 s 481        | 5      | 13     |
| 5                                                                             | 12  | Maverick Viñales      | Aprilia Racing               | Aprilia      | 27    | +10 s 510       | 4      | 11     |
| 6                                                                             | 88  | Miguel Oliveira       | CryptoData RNF MotoGP Team   | Aprilia      | 27    | +12 s 274       | 10     | 10     |
| 7                                                                             | 93  | Marc Márquez          | Repsol Honda Team            | Honda        | 27    | +13 s 576       | 9      | 9      |
| 8                                                                             | 25  | Raúl Fernández        | CryptoData RNF MotoGP Team   | Aprilia      | 27    | +14 s 091       | 12     | 8      |
| 9                                                                             | 10  | Luca Marini           | Mooney VR46 Racing Team      | Ducati       | 27    | +14 s 982       | 8      | 7      |
| 10                                                                            | 5   | Johann Zarco          | Prima Pramac Racing          | Ducati       | 27    | +15 s 484       | 16     | 6      |
| 11                                                                            | 73  | Álex Márquez          | Gresini Racing MotoGP        | Ducati       | 27    | +15 s 702       | 11     | 5      |
| 12                                                                            | 41  | Aleix Espargaró       | Aprilia Racing               | Aprilia      | 27    | +15 s 878       | 6      | 4      |
| 13                                                                            | 20  | Fabio Quartararo      | Monster Energy Yamaha MotoGP | Yamaha       | 27    | +15 s 898       | 13     | 3      |
| 14                                                                            | 33  | Brad Binder           | Red Bull KTM Factory Racing  | KTM          | 27    | +23 s 778       | 7      | 2      |
| 15                                                                            | 21  | Franco Morbidelli     | Monster Energy Yamaha MotoGP | Yamaha       | 27    | +24 s 579       | 19     | 1      |
| 16                                                                            | 37  | Augusto Fernández     | GasGas Factory Racing Tech3  | KTM          | 27    | +31 s 230       | 17     |        |
| 17                                                                            | 49  | Fabio Di Giannantonio | Gresini Racing MotoGP        | Ducati       | 27    | +32 s 537       | 21     |        |
| 18                                                                            | 6   | Stefan Bradl          | HRC Team                     | Honda        | 27    | +35 s 330       | 15     |        |
| 19                                                                            | 30  | Takaaki Nakagami      | LCR Honda Idemitsu           | Honda        | 27    | +43 s 601       | 20     |        |
| Ab.                                                                           | 44  | Pol Espargaró         | GasGas Factory Racing Tech3  | KTM          | 15    | Accident        | 23     |        |
| Ab.                                                                           | 36  | Joan Mir              | Repsol Honda Team            | Honda        | 10    | Accident        | 22     |        |
| Ab.                                                                           | 43  | Jack Miller           | Red Bull KTM Factory Racing  | KTM          | 9     | Collision       | 18     |        |
| Ab.                                                                           | 51  | Michele Pirro         | Aruba.it Racing              | Ducati       | 9     | Collision       | 14     |        |
| DNQ                                                                           | 7   | Takumi Takahashi      | LCR Honda Castrol            | Honda        |       | Non qualifié    |        |        |
| Meilleur tour en course: Francesco Bagnaia (Ducati) – 1 min 31 s 791 (tour 7) |     |                       |                              |              |       |                 |        |        |
| Rapport officiel                                                              |     |                       |                              |              |       |                 |        |        |

## Classement Moto2
| Pos.                                                                        | No. | Pilote                  | Constructeur | Tours | Temps/Ecarts    | Grille | Points |
| --------------------------------------------------------------------------- | --- | ----------------------- | ------------ | ----- | --------------- | ------ | ------ |
| 1                                                                           | 37  | Pedro Acosta            | Kalex        | 22    | 35 min 30 s 145 | 2      | 25     |
| 2                                                                           | 13  | Celestino Vietti        | Kalex        | 22    | +6 s 305        | 1      | 20     |
| 3                                                                           | 21  | Alonso López            | Boscoscuro   | 22    | +9 s 989        | 6      | 16     |
| 4                                                                           | 14  | Tony Arbolino           | Kalex        | 22    | +11 s 344       | 9      | 13     |
| 5                                                                           | 79  | Ai Ogura                | Kalex        | 22    | +12 s 442       | 13     | 11     |
| 6                                                                           | 35  | Somkiat Chantra         | Kalex        | 22    | +13 s 160       | 11     | 10     |
| 7                                                                           | 18  | Manuel González         | Kalex        | 22    | +13 s 907       | 3      | 9      |
| 8                                                                           | 16  | Joe Roberts             | Kalex        | 22    | +20 s 350       | 7      | 8      |
| 9                                                                           | 12  | Filip Salač             | Kalex        | 22    | +20 s 523       | 10     | 7      |
| 10                                                                          | 34  | Mattia Pasini           | Kalex        | 22    | +21 s 759       | 5      | 6      |
| 11                                                                          | 11  | Sergio García           | Kalex        | 22    | +21 s 989       | 22     | 5      |
| 12                                                                          | 96  | Jake Dixon              | Kalex        | 22    | +22 s 900       | 14     | 4      |
| 13                                                                          | 64  | Bo Bendsneyder          | Kalex        | 22    | +23 s 747       | 15     | 3      |
| 14                                                                          | 24  | Marcos Ramírez          | Kalex        | 22    | +30 s 287       | 16     | 2      |
| 15                                                                          | 7   | Barry Baltus            | Kalex        | 22    | +32 s 547       | 17     | 1      |
| 16                                                                          | 52  | Jeremy Alcoba           | Kalex        | 22    | +38 s 673       | 18     |        |
| 17                                                                          | 67  | Alberto Surra           | Forward      | 22    | +46 s 029       | 23     |        |
| 18                                                                          | 72  | Borja Gómez             | Kalex        | 22    | +51 s 346       | 28     |        |
| 19                                                                          | 23  | Taiga Hada              | Kalex        | 22    | +52 s 716       | 30     |        |
| 20                                                                          | 4   | Sean Dylan Kelly        | Forward      | 22    | +55 s 208       | 29     |        |
| 21                                                                          | 5   | Kohta Nozane            | Kalex        | 22    | +55 s 330       | 27     |        |
| Ab.                                                                         | 3   | Lukas Tulovic           | Kalex        | 21    | Collision       | 24     |        |
| Ab.                                                                         | 28  | Izan Guevara            | Kalex        | 21    | Collision       | 19     |        |
| Ab.                                                                         | 22  | Sam Lowes               | Kalex        | 15    | Accident        | 8      |        |
| Ab.                                                                         | 54  | Fermín Aldeguer         | Boscoscuro   | 14    | Accident        | 21     |        |
| Ab.                                                                         | 33  | Rory Skinner            | Kalex        | 9     | Abandon         | 25     |        |
| Ab.                                                                         | 40  | Arón Canet              | Kalex        | 7     | Accident        | 4      |        |
| Ab.                                                                         | 71  | Dennis Foggia           | Kalex        | 3     | Accident        | 26     |        |
| Ab.                                                                         | 84  | Zonta van den Goorbergh | Kalex        | 3     | Accident        | 12     |        |
| Ab.                                                                         | 8   | Senna Agius             | Kalex        | 2     | Accident        | 20     |        |
| DNS                                                                         | 75  | Albert Arenas           | Kalex        |       | Non partant     |        |        |
| Meilleur tour en course: Celestino Vietti (Kalex) – 1 min 36 s 173 (tour 9) |     |                         |              |       |                 |        |        |
| Rapport officiel                                                            |     |                         |              |       |                 |        |        |

## Classement Moto3
| Pos.                                                                       | No. | Pilote             | Constructeur | Tours | Temps/Ecarts    | Grille | Points |
| -------------------------------------------------------------------------- | --- | ------------------ | ------------ | ----- | --------------- | ------ | ------ |
| 1                                                                          | 80  | David Alonso       | Gas Gas      | 20    | 34 min 04 s 490 | 6      | 25     |
| 2                                                                          | 5   | Jaume Masià        | Honda        | 20    | +0 s 036        | 1      | 20     |
| 3                                                                          | 53  | Deniz Öncü         | KTM          | 20    | +0 s 237        | 5      | 16     |
| 4                                                                          | 44  | David Muñoz        | KTM          | 20    | +0 s 764        | 7      | 13     |
| 5                                                                          | 95  | Collin Veijer      | Husqvarna    | 20    | +4 s 800        | 10     | 11     |
| 6                                                                          | 27  | Kaito Toba         | Honda        | 20    | +7 s 782        | 3      | 10     |
| 7                                                                          | 71  | Ayumu Sasaki       | Husqvarna    | 20    | +7 s 862        | 2      | 9      |
| 8                                                                          | 48  | Iván Ortolá        | KTM          | 20    | +8 s 072        | 13     | 8      |
| 9                                                                          | 99  | José Antonio Rueda | KTM          | 20    | +8 s 167        | 12     | 7      |
| 10                                                                         | 55  | Romano Fenati      | Honda        | 20    | +8 s 353        | 18     | 6      |
| 11                                                                         | 72  | Taiyo Furusato     | Honda        | 20    | +8 s 402        | 14     | 5      |
| 12                                                                         | 10  | Diogo Moreira      | KTM          | 20    | +9 s 075        | 4      | 4      |
| 13                                                                         | 82  | Stefano Nepa       | KTM          | 20    | +9 s 107        | 9      | 3      |
| 14                                                                         | 6   | Ryusei Yamanaka    | Gas Gas      | 20    | +10 s 846       | 15     | 2      |
| 15                                                                         | 24  | Tatsuki Suzuki     | Honda        | 20    | +11 s 352       | 16     | 1      |
| 16                                                                         | 96  | Daniel Holgado     | KTM          | 20    | +11 s 441       | 8      |        |
| 17                                                                         | 43  | Xavier Artigas     | CFMoto       | 20    | +17 s 232       | 20     |        |
| 18                                                                         | 54  | Riccardo Rossi     | Honda        | 20    | +17 s 356       | 17     |        |
| 19                                                                         | 66  | Joel Kelso         | CFMoto       | 20    | +17 s 584       | 11     |        |
| 20                                                                         | 18  | Matteo Bertelle    | Honda        | 20    | +17 s 616       | 19     |        |
| 21                                                                         | 7   | Filippo Farioli    | KTM          | 20    | +20 s 479       | 22     |        |
| 22                                                                         | 70  | Joshua Whatley     | Honda        | 20    | +25 s 834       | 21     |        |
| 23                                                                         | 19  | Scott Ogden        | Honda        | 20    | +25 s 966       | 24     |        |
| 24                                                                         | 20  | Lorenzo Fellon     | KTM          | 20    | +27 s 097       | 25     |        |
| 25                                                                         | 63  | Syarifuddin Azman  | KTM          | 20    | +37 s 132       | 27     |        |
| 26                                                                         | 64  | Mario Aji          | Honda        | 20    | +37 s 589       | 26     |        |
| 27                                                                         | 22  | Ana Carrasco       | KTM          | 20    | +48 s 240       | 28     |        |
| Ab.                                                                        | 38  | David Salvador     | KTM          | 1     | Accident        | 23     |        |
| Meilleur tour en course: David Alonso (Gas Gas) – 1 min 41 s 297 (tour 19) |     |                    |              |       |                 |        |        |
| Rapport officiel                                                           |     |                    |              |       |                 |        |        |

## Classement MotoE

### Course 1
| Pos.                                                            | No. | Pilote             | Tours | Temps/Ecarts    | Grille | Points |
| --------------------------------------------------------------- | --- | ------------------ | ----- | --------------- | ------ | ------ |
| 1                                                               | 40  | Mattia Casadei     | 8     | 13 min 35 s 506 | 1      | 25     |
| 2                                                               | 4   | Héctor Garzó       | 8     | +0 s 021        | 3      | 20     |
| 3                                                               | 29  | Nicolas Spinelli   | 8     | +0 s 241        | 2      | 16     |
| 4                                                               | 34  | Kevin Manfredi     | 8     | +0 s 816        | 6      | 13     |
| 5                                                               | 21  | Kevin Zannoni      | 8     | +0 s 898        | 7      | 11     |
| 6                                                               | 11  | Matteo Ferrari     | 8     | +1 s 085        | 10     | 10     |
| 7                                                               | 61  | Alessandro Zaccone | 8     | +5 s 562        | 8      | 9      |
| 8                                                               | 3   | Randy Krummenacher | 8     | +7 s 406        | 12     | 8      |
| 9                                                               | 78  | Hikari Okubo       | 8     | +9 s 301        | 15     | 7      |
| 10                                                              | 81  | Jordi Torres       | 8     | +9 s 369        | 5      | 6      |
| 11                                                              | 8   | Mika Pérez         | 8     | +10 s 392       | 14     | 5      |
| 12                                                              | 72  | Alessio Finello    | 8     | +14 s 854       | 16     | 4      |
| 13                                                              | 6   | María Herrera      | 8     | +16 s 580       | 17     | 3      |
| 14                                                              | 51  | Eric Granado       | 8     | +41 s 130       | 11     | 2      |
| 15                                                              | 77  | Miquel Pons        | 8     | +1 min 14 s 235 | 9      | 1      |
| 16                                                              | 9   | Andrea Mantovani   | 7     | +1 tour         | 4      |        |
| NC                                                              | 16  | Andrea Migno       | 5     | Non classé      | 18     |        |
| Ab.                                                             | 53  | Tito Rabat         | 0     | Accident        | 13     |        |
| Meilleur tour en course: Héctor Garzó – 1 min 40 s 593 (tour 4) |     |                    |       |                 |        |        |
| Rapport officiel                                                |     |                    |       |                 |        |        |

### Course 2
| Pos.                                                            | No. | Pilote             | Tours | Temps/Ecarts    | Grille | Points |
| --------------------------------------------------------------- | --- | ------------------ | ----- | --------------- | ------ | ------ |
| 1                                                               | 29  | Nicholas Spinelli  | 8     | 13 min 34 s 056 | 2      | 25     |
| 2                                                               | 4   | Héctor Garzó       | 8     | +0 s 196        | 3      | 20     |
| 3                                                               | 40  | Mattia Casadei     | 8     | +0 s 429        | 1      | 16     |
| 4                                                               | 81  | Jordi Torres       | 8     | +1 s 000        | 5      | 13     |
| 5                                                               | 9   | Andrea Mantovani   | 8     | +0 s 726        | 4      | 11     |
| 6                                                               | 21  | Kevin Zannoni      | 8     | +1 s 080        | 7      | 10     |
| 7                                                               | 11  | Matteo Ferrari     | 8     | +1 s 493        | 10     | 9      |
| 8                                                               | 53  | Tito Rabat         | 8     | +4 s 060        | 13     | 8      |
| 9                                                               | 77  | Miquel Pons        | 8     | +5 s 891        | 9      | 7      |
| 10                                                              | 61  | Alessandro Zaccone | 8     | +6 s 196        | 8      | 6      |
| 11                                                              | 3   | Randy Krummenacher | 8     | +7 s 351        | 12     | 5      |
| 12                                                              | 78  | Hikari Okubo       | 8     | +10 s 783       | 15     | 4      |
| 13                                                              | 8   | Mika Pérez         | 8     | +14 s 695       | 14     | 3      |
| 14                                                              | 16  | Andrea Migno       | 8     | +17 s 767       | 18     | 2      |
| 15                                                              | 72  | Alessio Finello    | 8     | +18 s 060       | 16     | 1      |
| 16                                                              | 6   | María Herrera      | 8     | +19 s 993       | 17     |        |
| 17                                                              | 51  | Eric Granado       | 8     | +1 min 07 s 106 | 11     |        |
| 18                                                              | 34  | Kevin Manfredi     | 8     | +1 min 25 s 840 | 6      |        |
| Meilleur tour en course: Héctor Garzó – 1 min 40 s 644 (tour 4) |     |                    |       |                 |        |        |
| Rapport officiel                                                |     |                    |       |                 |        |        |

## Classements provisoires au Championnat
Seul le Top 5 de chaque championnat à l'issue du Grand Prix est présenté ici,,,.

### MotoGP
|  | Pos. | Pilote            | Points |
|  | ---- | ----------------- | ------ |
|  | 1    | Francesco Bagnaia | 283    |
|  | 2    | Jorge Martín      | 247    |
|  | 3    | Marco Bezzecchi   | 218    |
|  | 4    | Brad Binder       | 173    |
|  | 5    | Aleix Espargaró   | 160    |

|   | Pos. | Constructeurs | Points |
| - | ---- | ------------- | ------ |
|   | 1    | Ducati        | 416    |
|   | 2    | KTM           | 234    |
|   | 3    | Aprilia       | 218    |
| 1 | 4    | Honda         | 105    |
| 1 | 5    | Yamaha        | 105    |

|   | Pos. | Équipes                     | Points |
| - | ---- | --------------------------- | ------ |
|   | 1    | Prima Pramac Racing         | 394    |
|   | 2    | Mooney VR46 Racing Team     | 353    |
|   | 3    | Ducati Lenovo Team          | 318    |
| 1 | 4    | Aprilia Racing              | 288    |
| 1 | 5    | Red Bull KTM Factory Racing | 277    |

### Moto2
|  | Pos. | Pilote        | Points |
|  | ---- | ------------- | ------ |
|  | 1    | Pedro Acosta  | 211    |
|  | 2    | Tony Arbolino | 177    |
|  | 3    | Jake Dixon    | 146    |
|  | 4    | Arón Canet    | 116    |
|  | 5    | Alonso López  | 116    |

|  | Pos. | Constructeurs | Points |
|  | ---- | ------------- | ------ |
|  | 1    | Kalex         | 295    |
|  | 2    | Boscoscuro    | 155    |

|   | Pos. | Équipes                  | Points |
| - | ---- | ------------------------ | ------ |
|   | 1    | Red Bull KTM Ajo         | 270    |
|   | 2    | Elf Marc VDS Racing Team | 251    |
|   | 3    | +Ego Speed Up            | 200    |
|   | 4    | Pons Wegow Los40         | 179    |
| 1 | 5    | Idemitsu Honda Team Asia | 164    |

### Moto3
|   | Pos. | Pilotes        | Points |
| - | ---- | -------------- | ------ |
|   | 1    | Daniel Holgado | 161    |
|   | 2    | Ayumu Sasaki   | 157    |
|   | 3    | Jaume Masià    | 149    |
|   | 4    | Deniz Öncü     | 144    |
| 1 | 5    | David Alonso   | 140    |

|  | Pos. | Constructeurs | Points |
|  | ---- | ------------- | ------ |
|  | 1    | KTM           | 259    |
|  | 2    | Honda         | 190    |
|  | 3    | Husqvarna     | 162    |
|  | 4    | Gas Gas       | 157    |
|  | 5    | CFMoto        | 65     |

|  | Pos. | Équipes                        | Points |
|  | ---- | ------------------------------ | ------ |
|  | 1    | Red Bull KTM Ajo               | 232    |
|  | 2    | Liqui Moly Husqvarna Intact GP | 215    |
|  | 3    | Angeluss MTA Team              | 202    |
|  | 4    | Leopard Racing                 | 199    |
|  | 5    | Gaviota GasGas Aspar Team      | 194    |

### MotoE
|  | Pos. | Pilote             | Points |
|  | ---- | ------------------ | ------ |
|  | 1    | Mattia Casadei     | 260    |
|  | 2    | Jordi Torres       | 217    |
|  | 3    | Matteo Ferrari     | 216    |
|  | 4    | Héctor Garzó       | 215    |
|  | 5    | Randy Krummenacher | 167    |

|   | Pos. | Equipes                    | Points |
| - | ---- | -------------------------- | ------ |
| 1 | 1    | HP Pons Los40              | 410    |
| 1 | 2    | Dynavolt Intact GP MotoE   | 382    |
|   | 3    | Felo Gresini MotoE         | 251    |
| 1 | 4    | Ongetta Sic58 Squadracorse | 247    |
| 1 | 5    | LCR E-Team                 | 237    |